# John Thomson (cartographe)
Pour les articles homonymes, voir John Thomson et Thomson.
John Thomson, né en 1777 et décédé vers 1840 est un cartographe écossais d'Édimbourg, connu pour son New General Atlas (Nouvel atlas général) de 1817, auto-publié.